# Anna Jameson
Anna Brownell Jameson (17 de mayo de 1794 - 17 de marzo de 1860), fue una escritora e historiadora del arte británica nacida en Dublín.

## Biografía
Su padre, Denis Brownell Murphy (fallecido en 1842), era un pintor de retratos en esmalte. Se mudó a Inglaterra en 1798 con su familia, y finalmente se estableció en Hanwell, cerca de Londres. 
A los dieciséis años de edad, Anna comenzó a trabajar como institutriz del marqués Charles Paulet. En 1821 se comprometió con Robert Jameson. El compromiso se rompió, y Anna Murphy acompañó a un joven alumno a Italia, escribiendo una historia sobre un personaje ficticio basada en lo que vio y en lo que hizo. Le dio este diario a un editor con la condición de recibir una guitarra si obtenía algún beneficio por el escrito. Colburn finalmente lo publicó como The Diary of an Ennuyée (1826), el cual atrajo mucha atención. Anna Murphy fue institutriz de los hijos de Edward Littleton, desde 1821 hasta 1825, cuando contrajo matrimonio con Robert Jameson. 
El matrimonio no fue feliz. En 1829, cuando Jameson fue enviado a la isla de Dominica la pareja se separó sin pesar, y la Sra. Jameson visitó Europa continental acompañada por su padre. 
La primera obra que demostró sus habilidades de pensamiento original fue su Characteristics of Women (1832). 
Este análisis de las heroínas presentes en las obras de William Shakespeare es notable por su fragilidad ante las críticas y su toque literario. Son el resultado de una búsqueda intensiva en la mente femenina, aplicada al estudio de personas de su mismo sexo, detectando características y definiendo diferencias no percibidas por las críticas ordinarias y completamente pasadas por alto por los lectores en general. 
La literatura y el arte alemán habían despertado mucho interés en el Reino Unido, por lo que Anna Jameson pagó su primera visita a Alemania en 1833. La conglomeración de nuevas líneas, colores fríos y arquitectura puntillosa que decoraron Múnich bajo el reinado de Ludwig I de Baviera eran nuevas para el mundo.
En 1836, Jameson fue llamada a Canadá por su esposo, quien había sido ascendido a jefe del departamento de Justicia de la provincia de Upper Canada. Falló en su intento de verla en Nueva York, por lo que Anna debió recorrer el país sola durante el invierno de Toronto. Allí comenzó el diario de si viaje, Winter Studies and Summer Rambles in Canada, el cual fue publicado en Gran Bretaña en 1839. Luego de ocho meses de viajar y escribir en Canadá, se dio cuenta de lo inútil que era prolongar una vida lejos de todo tipo de felicidad familiar y de oportunidades para una mujer de su clase y educación. Antes de irse viajó a las tierras de los establecimientos indígenas en Canadá; exploró el Lago Hurón, y aprendió sobrw la vida aborigen, desconocida para los viajeros. Regresó a Gran Bretaña en 1837.
En este periodo, Jameson comenzó a enviar notas hacia los jefes de las colecciones de arte privadas en Londres y sus cercanías. Los resultados se ven plasmados en su Companion to the Private Galleries (1842), seguido en el mismo año por Handbook to the Public Galleries. Editó Memoirs of the Early Italian Painters en 1845. El mismo año visitó a su amigo Ottilie von Goethe. Su amistad con Annabella Byron data de esta época y duró aproximadamente siete años; finalizó por, aparentemente, el temperamento poco razonable de la baronesa.
Un volumen de ensayos publicados en 1846 contienen una de las mejores piezas de trabajo de Jameson, The House of Titian. En 1847 viajó a Italia con su sobrina y subsecuente biógrafa (Memoirs, 1878), Geraldine Bate Macpherson, para recolectar material para la obra sobre la cual yace su reputación: su serie de Sacred and Legendary Art. Esta época se vio sembrada por tales contribuciones a la guía del viajero. El Acta Sanctorum y el Book of the Golden Legend tuvo lectores, pero ninguno señaló la conexión entre estas historias y las obras de arte cristiano. Estos estudios se ven reflejados en el prólogo de Kugler's Handbook of Italian Painting por Sir Charles Eastlake, quien tenía pensado comprar él mismo los derechos. 
Finalmente le dio a Jameson los materiales y referencias que había recolectado. Ella reconoció el alcance de la tierra antes de ingresar en la atmósfera de la poesía, la historia, la devoción y el arte. Contagió a sus lectores con su propia admiración entusiasta; y, debido a su equipo técnico e histórico, escribió un libro que mereció su éxito.
También tuvo un gran interés en las cuestiones relacionadas con la educación, a las ocupaciones y al mantenimiento de las mujeres. Su ensayo The Relative Social Position of Mothers and Governesses era la obra de una persona que conocía ambos lados. En su opinión. los seres humanos deben la primera vocalización popular a los principios del hombre y la cooperación en el trabajo relacionado con la clemencia a las mujeres. En sus últimos años de vida, escribió sobre una serie de temas basados en los principios de la benevolencia activa y las mejores maneras de ponerlas en prácticas. Todo lo relacionado con la caridad, los hospitales, las penitenciarías y los hogares en general entraba en el átea de su interés. Basándose en dichas temáticas escribió Sisters of Charity (1855) y The Communion of Labour (1856).
Dejó la última de su serie de Sacred and Legendary Art en preparación. Fue completada bajo el título de The History of Our Lord in Art, por Lady Eastlake.

## Lectura complementaria
- Judith Johnston, 'Anna Brownell Jameson and the Monthly Chronicle', en Garlick & Harris, eds., Victorian Journalism: Exotic and Domestic (Queensland University Press, 1998)
- Judith Johnston, 'Anna Jameson: Victorian, Feminist, Woman of Letters.' Aldershot: Scolar Press, 1997.
- Macpherson, Memoirs of the Life of Anna Jameson (Boston, 1878)
- Richard Garnett en Dictionary of National Biography, volumen xxix, (Londres, 1892)
- Thomas, Clara. 'Love and Work Enough: The Life of Anna Jameson.' Toronto: University of Toronto Press, 1967.
- Jane Chance, ed. (2005). Women Medievalists and the Academy. Univ of Wisconsin Press. pp. 25-36. ISBN 9780299207502.